# Aleuritopteris likiangensis
Aleuritopteris likiangensis är en kantbräkenväxtart som beskrevs av Ren-Chang Ching. Aleuritopteris likiangensis ingår i släktet Aleuritopteris och familjen Pteridaceae. Inga underarter finns listade.